# Columbia Island
La Columbia Island est une île située dans le fleuve Potomac à Washington, aux États-Unis. Elle se trouve dans le prolongement de la Theodore Roosevelt Island.
En 1968, l'île a été rebaptisée Lady Bird Johnson Park.